# Псарёво (село, Можайский городской округ)
Псарёво — село в Можайском районе Московской области в составе сельского поселения Бородинское. На 2010 год, по данным Всероссийской переписи 2010 года, постоянного населения не зафиксировано. 

## География
Деревня расположена в северо-западной части района, примерно в 25 км к северо-западу от Можайска, на правом берегу реки Лусянка, у впадения безымянного правого притока, высота центра над уровнем моря 205 м. Ближайшие населённые пункты — Воронцово на противоположном берегу реки и Вельяшево в 1 км на юг.

## История
До 2006 года Псарёво входило в состав Синичинского сельского округа.
Постановлением Губернатора Московской области от 21 февраля 2019 года № 76-ПГ категория населённого пункта изменена с «деревня» на «село».